# Paratropis urku
Paratropis urku (лат.) — вид мигаломорфных пауков рода Paratropis из семейства Paratropididae. Южная Америка: Эквадор (провинция Пичинча, Cayambe; 0°04′ N, 78°08′ W; на высоте 3640—3644 м). Видовое название представляет собой существительное, взятое из языка кичуа и обозначающее «Kapak Urku», что означает «повелитель гор».

## Описание
Длина около 1 см (карапакс около 4 мм, брюшко 5—7 мм; хелицеры около 2 мм). Тело с вкраплениями частиц почвы; карапакс и ноги красновато-тёмно-коричневые, хелицеры тёмно-коричневые, брюшко серовато-коричневое. Самцы отличаются от всех других видов рода Paratropis морфологией пальпального бульбуса, более коротким эмболусом, отсутствием субапикального треугольного зубца на эмболусе и наличием абдоминального рисунка, состоящего из пяти поперечных светлых полос, прерванных продольной медиальной полосой. Кроме того, он отличается от других видов наличием спинных брюшных волосков, распределённых в несколько поперечных рядов по несколько (4-1) волосков в каждом. Самки отличаются от других видов морфологией сперматеки, имеющей два субконических вместилища с широким основанием, узкой шейкой и многолопастным фундусом. Для Paratropis urku как у других видов рода характерно наличие нижнего тарзального когтя (ITC, inferior tarsal claw) на ногах передней пары I, двух пар спиннерет (задней срединной PMS, posterior median spinnerets и задней боковой PLS, posterior lateral spinnerets). Брюшко самца имеет дорсальный рисунок, который состоит из пяти поперечных более светлых полос на каждой стороне и продольной более тёмной полосы. Передняя часть брюшка самца с четырьмя длинными волосками, расположенными в поперечный ряд. Апертуры лёгких выступающие, овальные, склеротизованные. Пальпы самца: цимбиум с двумя неравными долями, разделёнными склеротизованной бороздкой. Пальпа: луковица пириформная, удлинённая; эмболус изогнутый, короткий, сужающийся к вершине. Паутинные бородавки самца: PMS длиной 1,02 мм; PLS длиной 3,9 мм, апикальный сегмент дигитиформный. Базальный сегмент PLS разделён на две неравные кутикулярные пластинки. У самки брюшко с четырьмя продольными дорсальными рядами из семи мелких бугорков, каждый из которых выпускает из своей вершины сливную палочковидную щетинку. Апертуры лёгких самки выступающие, овальные, склеротизованные. Две сперматекальные субконические розетки самки с широким основанием, узкой шейкой и многолопастным дном. Спиннерет самки: PMS длиной 0,86; PLS длиной 2,35, апикальный сегмент дигитиформный; базальный сегмент PLS разделён на две неравные кутикулярные пластинки.

## Классификация
Вид был впервые описан в 2025 году уругвайскими арахнологами Emilia Tauber, Carlos Perafán и Fernando Pérez-Miles (Sección Entomología, Facultad de Ciencias, Монтевидео, Уругвай). Таксон Paratropis urku отличается от всех других видов рода Paratropis морфологией пальп.